# Cambron
Cambron és un municipi francès situat al departament del Somme i a la regió dels Alts de França. L'any 2007 tenia 718 habitants.

## Demografia

### Població
El 2007 la població de fet de Cambron era de 718 persones. Hi havia 288 famílies de les quals 64 eren unipersonals (20 homes vivint sols i 44 dones vivint soles), 112 parelles sense fills, 92 parelles amb fills i 20 famílies monoparentals amb fills.
La població ha evolucionat segons el següent gràfic:
Habitants censats

### Habitatges
El 2007 hi havia 316 habitatges, 293 eren l'habitatge principal de la família, 14 eren segones residències i 9 estaven desocupats. 302 eren cases i 11 eren apartaments. Dels 293 habitatges principals, 243 estaven ocupats pels seus propietaris, 46 estaven llogats i ocupats pels llogaters i 4 estaven cedits a títol gratuït; 1 tenia una cambra, 9 en tenien dues, 35 en tenien tres, 87 en tenien quatre i 161 en tenien cinc o més. 206 habitatges disposaven pel capbaix d'una plaça de pàrquing. A 108 habitatges hi havia un automòbil i a 150 n'hi havia dos o més.

### Piràmide de població
La piràmide de població per edats i sexe el 2009 era:
| Homes | Edats   | Dones |
| ----- | ------- | ----- |
| 0     | 95 o +  | 0     |
| 0     | 90 a 94 | 1     |
| 2     | 85 a 89 | 4     |
| 0     | 80 a 84 | 6     |
| 10    | 75 a 79 | 18    |
| 18    | 70 a 74 | 14    |
| 13    | 65 a 69 | 16    |
| 17    | 60 a 64 | 20    |
| 21    | 55 a 59 | 16    |
| 23    | 50 a 54 | 24    |
| 38    | 45 a 49 | 30    |
| 25    | 40 a 44 | 27    |
| 26    | 35 a 39 | 25    |
| 30    | 30 a 34 | 21    |
| 23    | 25 a 29 | 28    |
| 22    | 20 a 24 | 15    |
| 26    | 15 a 19 | 23    |
| 27    | 10 a 14 | 23    |
| 27    | 5 a 9   | 21    |
| 18    | 0 a 4   | 11    |

## Economia
El 2007 la població en edat de treballar era de 474 persones, 349 eren actives i 125 eren inactives. De les 349 persones actives 318 estaven ocupades (178 homes i 140 dones) i 31 estaven aturades (18 homes i 13 dones). De les 125 persones inactives 57 estaven jubilades, 25 estaven estudiant i 43 estaven classificades com a «altres inactius».

### Ingressos
El 2009 a Cambron hi havia 296 unitats fiscals que integraven 724 persones, la mediana anual d'ingressos fiscals per persona era de 18.480,5 €.

### Activitats econòmiques
Dels 14 establiments que hi havia el 2007, 1 era d'una empresa de fabricació d'altres productes industrials, 3 d'empreses de construcció, 6 d'empreses de comerç i reparació d'automòbils, 1 d'una empresa d'hostatgeria i restauració, 1 d'una empresa d'informació i comunicació, 1 d'una empresa immobiliària i 1 d'una entitat de l'administració pública.
Dels 4 establiments de servei als particulars que hi havia el 2009, 1 era un taller de reparació d'automòbils i de material agrícola, 1 guixaire pintor, 1 lampisteria i 1 agència immobiliària.
L'únic establiment comercial que hi havia el 2009 era una botiga de menys de 120 m².
L'any 2000 a Cambron hi havia 13 explotacions agrícoles que ocupaven un total de 480 hectàrees.

## Equipaments sanitaris i escolars
El 2009 hi havia una escola elemental.

## Poblacions més properes
El següent diagrama mostra les poblacions més properes.